# Sinna reticularis
Sinna reticularis är en fjärilsart som beskrevs av Felder 1874. Sinna reticularis ingår i släktet Sinna och familjen trågspinnare. Inga underarter finns listade i Catalogue of Life.